# Gerard Bruning (schrijver)

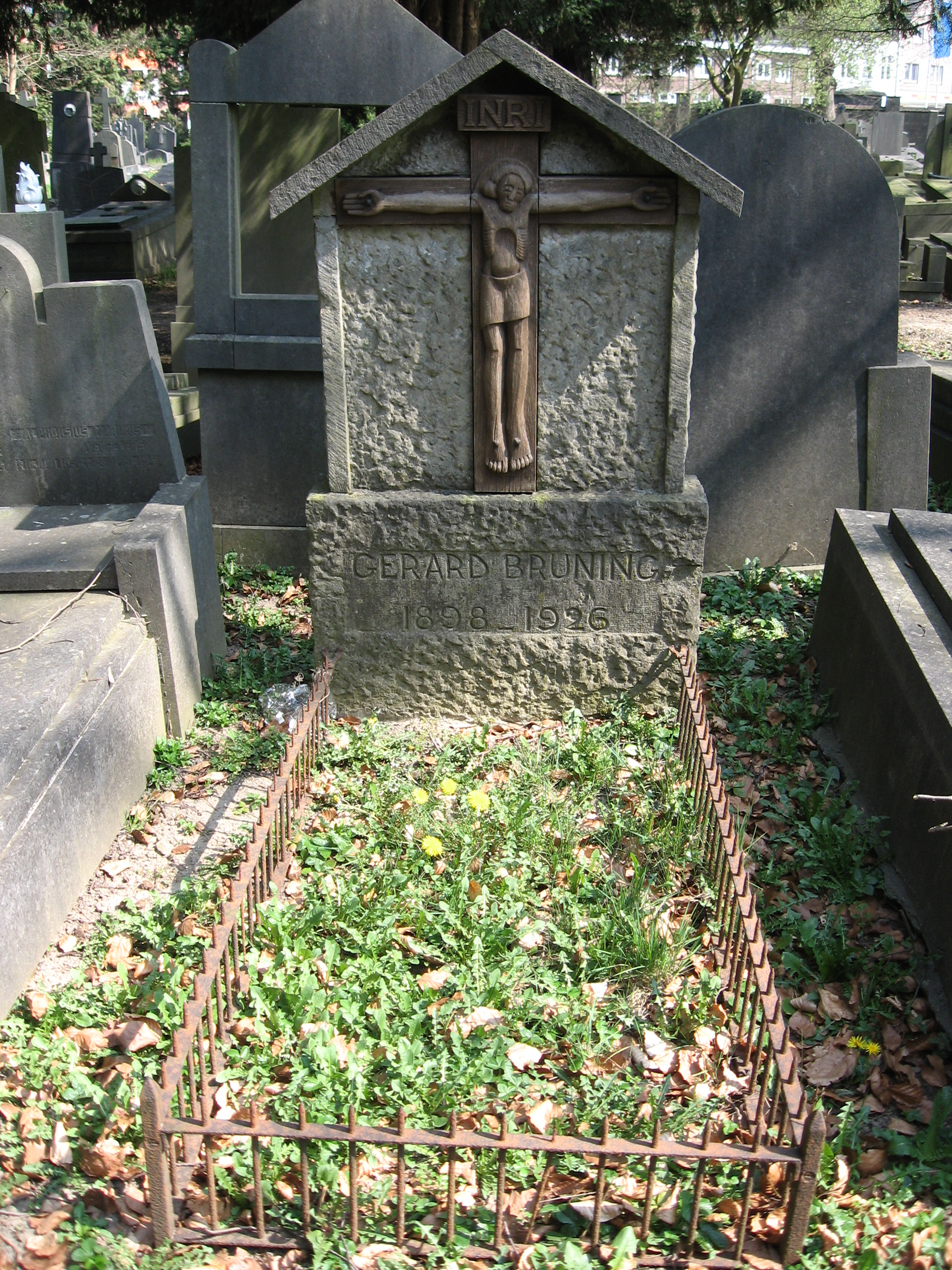
Graf Gerard Bruning met kruisbeeld van Ernst Voorhoeve

Gerard Bruning (Amsterdam, 18 februari 1898 - Nijmegen, 8 oktober 1926) was een Nederlands rooms-katholiek dichter en essayist.
Bruning werd door zijn generatiegenoten uit vooral de kring van jonge katholieke letterkundigen (onder wie H. Marsman en Henri Bruning, zijn broer) gezien als een vurig inspirator tot een grootsch en meeslepend leven, tot een 'bezield verband', waar menig katholieke jongere in de jaren twintig zo hartstochtelijk naar op zoek was. Hij had een groot talent als essayist en als polemist en leek voorbestemd om na de Eerste Wereldoorlog vanwege zijn felle non-conformistische geloofsovertuiging de aanvoerder van de jonge katholieke generatie literatoren te worden. Zijn vroege overlijden heeft verhinderd dat hij misschien was uitgegroeid tot een Nederlandse Léon Bloy. Met zijn broer Henri richtte hij het literaire tijdschrift De Valbijl op dat in 1924 verscheen. Vooral zelfgenoegzame geloofsgenoten kregen ervan langs: "onze vijanden in Christus". De Valbijl was een eerste poging om te breken met het gevestigde katholieke literaire tijdschrift Roeping, dat voor de gebroeders Bruning en andere jongeren veel te weinig radicaal was. Pas met de De Gemeenschap ontwikkelde zich voor de naar elan hunkerende jonge katholieke inteligentia een breder, eigen forum, dat een vernieuwende richting insloeg. Gerard Bruning publiceerde zelf in Roeping vanaf 1922 en in De Gemeenschap vanaf 1925. Albert Kuyle zou later de spraakmakende polemist van dat blad worden, Anton van Duinkerken werd er de gedreven, maar minder heftige spil van. Bruning overleed aan de gevolgen van tongkanker en hij ligt begraven op de Begraafplaats Daalseweg in Nijmegen.